# Kuttanen
Kuttanen (Samisch: Guhttás of Kuhttas) is een dorp binnen de Finse gemeente Enontekiö. Het dorp ligt langs de Europese weg 8 en ook Muonio. Het dorp ligt in de schaduw van de heuvel Kurkkiovaara in het voor het overige vrij platte Muoniodal. Het is een van de dorpen in deze contreien die daadwerkelijk als dorp te herkennen zijn; de huizen staan relatief dicht op elkaar.
Aan de overzijde van de rivier ligt het veel grotere Zweedse Kuttainen, zonder dat er een permanente verbinding is; behalve in de winter, want dan is de rivier zodanig bevroren dat men er met auto’s overheen kan rijden. Het dorp heeft vier geregistreerde straten waarvan de E8 er één is (Käsivarrentie).
Bij het dorp stroomt de Tarvantorivier de Muonio in.
Hoofdplaats: Hetta

Dorpen: Äijäjoki · Jatuni · Kaaresuvanto · Kantola · Kelottijärvi · Ketomella · Kilpisjärvi · Kultima · Kuttanen · Leppäjärvi · Luspa · Markkina · Maunu · Muotkajärvi · Näkkälä · Nartteli · Nunnanen · Palojärvi · Palojoensuu · Pättikkä · Peltovuoma · Pousujärvi · Raittijärvi · Ropinsalmi · Saarikoski · Saivomuotka · Sonkamuotka · Vähäniva · Vuontisjärvi · Ylikyrö

Aanduiding: Kivilompolo